# Copernicus Cup 2020
6. Orlen Copernicus Cup – mityng lekkoatletyczny, który odbył się 8 lutego 2020 w Arenie Toruń.
Zawody były czwartą odsłoną, znajdującego się w kalendarzu World Athletics Indoor Tour, cyklu najbardziej prestiżowych zawodów halowych, organizowanych pod egidą World Athletics w sezonie 2020.

## Rezultaty

### Mężczyźni
| Konkurencja:                   | 1. miejsce       | Rezultat   | 2. miejsce                         | Rezultat     | 3. miejsce         | Rezultat   |
| Bieg na 60 metrów              | Ján Volko        | 6,58       | Joris van Gool                     | 6,59 NR      | Richard Kilty      | 6,60 SB    |
| Bieg na 400 metrów             | Youssef Karam    | 46,26 NR   | Tony van Diepen                    | 46,78 SB     | Terrence Agard     | 47,66      |
| Bieg na 800 metrów             | Collins Kipruto  | 1:45,86 PB | Adam Kszczot                       | 1:46,01 SB   | Marcin Lewandowski | 1:46,05 SB |
| Bieg na 1500 metrów            | Ignacio Fontes   | 3:38,57 PB | Thiago André                       | 3:39,13 AR   | Yassin Bouih       | 3:42,24 PB |
| Bieg na 60 metrów przez płotki | Andrew Pozzi     | 7,53       | Jarret Eaton                       | 7,54 SB      | Damian Czykier     | 7,54 PB    |
| Skok o tyczce                  | Armand Duplantis | 6,17 WR    | Matt Ludwig Melker Svärd Jacobsson | 5,52 5,52 SB | —                  | —          |
| Pchnięcie kulą                 | Tomáš Staněk     | 21,86 SB   | Michał Haratyk                     | 21,50 SB     | Filip Mihaljević   | 21,42      |

### Kobiety
| Konkurencja:                   | 1. miejsce             | Rezultat      | 2. miejsce       | Rezultat         | 3. miejsce        | Rezultat   |
| Bieg na 60 metrów              | Shania Collins         | 7,24          | Maja Mihalinec   | 7,26 SB          | Ajla Del Ponte    | 7,26 SB    |
| Bieg na 400 metrów             | Justyna Święty-Ersetic | 51,37 WL NR   | Lisanne de Witte | 51,90 PB         | Léa Sprunger      | 51,93 SB   |
| Bieg na 1500 metrów            | Gudaf Tsegay           | 4:00,09 WL PB | Lemlem Hailu     | 4:01,79 WU20R PB | Rababe Arafi      | 4:02,46 NR |
| Bieg na 60 metrów przez płotki | Alina Tałaj            | 7,87 EL       | Tobi Amusan      | 7,89             | Christina Clemons | 7,89 SB    |
| Skok w dal                     | Maryna Bech-Romanczuk  | 6,96 WL PB    | Ese Brume        | 6,62 PB          | Lorraine Ugen     | 6,52       |

## Wyniki reprezentantów Polski

### Mężczyźni
- bieg na 60 metrów: 4. Remigiusz Olszewski 6,61 PB, 2h2 Remigiusz Olszewski 6,71, 6h2 Bartosz Zieliński 6,94
- bieg na 400 metrów: 4h1 Przemysław Waściński 48,08 SB, 4h2 Kajetan Duszyński 48,34, 5h2 Tymoteusz Zimny 48,37 SB
- bieg na 800 metrów:  Adam Kszczot 1:46,01 SB,  Marcin Lewandowski 1:46,05 SB, 6. Mateusz Borkowski 1:46,51 PB, Patryk Sieradzki DNF
- bieg na 1500 metrów: 10. Adam Włodarczyk 3:51,86 SB
- bieg na 60 metrów przez płotki:  Damian Czykier 7,54 PB, 7h1 Artur Noga 7,95, 6h2 Kacper Schubert 7,88 =SB, 7h2 Dominik Bochenek 8,01, h2 Dawid Żebrowski DQ
- skok o tyczce: 4. Paweł Wojciechowski 5,52, =5. Robert Sobera 5,52 SB
- pchnięcie kulą: 2. Michał Haratyk 21,50 SB, 5. Jakub Szyszkowski 20,50, 6. Konrad Bukowiecki 20,39, 7. Sebastian Łukszo 19,04

### Kobiety
- bieg na 60 metrów: 5. Katarzyna Sokólska 7,31 PB, 7. Marika Popowicz-Drapała 7,37 SB, 3h1 Kamila Ciba 7,44, 4h1 Magdalena Stefanowicz 7,47, 5h1 Jagoda Mierzyńska 7,52, 6h1 Martyna Kotwiła 7,63, 7h1 Natasza Weiland 7,65 =SB, 7h2 Klaudia Adamek 7,44 SB, 8h2 Ada Kołodziej 7,59
- bieg na 400 metrów: 1h1 Justyna Święty-Ersetic 51,37 NR, 4h1 Małgorzata Hołub-Kowalik 52,85 SB, 1h2 Iga Baumgart-Witan 52,39 SB, 3h2 Patrycja Wyciszkiewicz-Zawadzka 52,66, 4h2 Anna Kiełbasińska 53,20, 5h2 Natalia Kaczmarek 53,79
- bieg na 1500 metrów: 9. Martyna Galant 4:11,03 PB, 10. Katarzyna Broniatowska 4:20,96, Aneta Lemiesz DNF[a]
- bieg na 60 metrów przez płotki: 5h1 Pia Skrzyszowska 8,16 SB, 6h2 Klaudia Siciarz 8,18 SB, 8h2 Zuzanna Hulisz 8,48
- skok w dal: 6. Magdalena Żebrowska 6,27 PB

## Rekordy
Podczas mityngu ustanowiono 1 rekord świata:
| Zawodnik         | Reprezentacja | Konkurencja   | Rezultat |
| ---------------- | ------------- | ------------- | -------- |
| Armand Duplantis | Szwecja       | skok o tyczce | 6,17     |

A także ustanowiono 1 rekord świata juniorów:
| Zawodnik     | Reprezentacja | Konkurencja         | Rezultat |
| ------------ | ------------- | ------------------- | -------- |
| Lemlem Hailu | Etiopia       | bieg na 1500 metrów | 4:01,79  |

oraz 7 krajowych rekordów w kategorii seniorów:
| Zawodnik               | Reprezentacja | Konkurencja                    | Rezultat |
| ---------------------- | ------------- | ------------------------------ | -------- |
| Joris van Gool         | Holandia      | bieg na 60 metrów              | 6,59     |
| Youssef Karam          | Kuwejt        | bieg na 400 metrów             | 46,26    |
| Thiago André           | Brazylia      | bieg na 1500 metrów            | 3:39,13  |
| Justyna Święty-Ersetic | Polska        | bieg na 400 metrów             | 51,37    |
| Rababe Arafi           | Maroko        | bieg na 1500 metrów            | 4:02,46  |
| Nooralotta Neziri      | Finlandia     | bieg na 60 metrów przez płotki | 7,97     |
| Luca Kozák             | Węgry         | bieg na 60 metrów przez płotki | 7,97     |